# Star Overdrive
Star Overdrive è un videogioco action-adventure sviluppato da Caracal Games e pubblicato da Dear Villagers il 10 aprile 2025 per Nintendo Switch.

## Modalità di gioco
Il giocatore controlla Bios, un personaggio bloccato su un pianeta sconosciuto dove deve cercare la sua amata. Durante il gioco, Bios deve risolvere enigmi, combattere nemici ed esplorare il pianeta.
In questo setting sci-fi, le meccaniche di gioco si sono ispirate da The Legend of Zelda: Breath of the Wild, mentre l’elemento di navigazione in aria con l’hoverboard è un’idea nata dall’anime Eureka Seven.
Il gameplay ruota attorno all'uso di questo hoverboard ipersonico che consente al protagonista di eseguire acrobazie e corse ad alta velocità attraverso vari biomi alieni. I giocatori devono anche sfruttare le capacità della Keytar, un dispositivo musicale che permette a Bios di combattere, manipolare la fisica del mondo di gioco e risolvere rompicapi.
Nel corso dell'avventura, i giocatori possono raccogliere risorse e creare miglioramenti per l'Hoverboard, potenziando le sue capacità per affrontare sfide più difficili.